# Говаждија (Хунедоара)
Говаждија (рум. Govăjdia) насеље је у Румунији у округу Хунедоара у општини Гелари. Oпштина се налази на надморској висини од 425 m.

## Становништво
Према подацима из 2002. године у насељу је живело 134 становника.

### Попис2002.
| Расподела становништва по националности 2002.‍ | Расподела становништва по националности 2002.‍ | Расподела становништва по националности 2002.‍ | Расподела становништва по националности 2002.‍ | Расподела становништва по националности 2002.‍ |
| --------------------------------------------- | --------------------------------------------- | --------------------------------------------- | --------------------------------------------- | --------------------------------------------- |
|                                               |                                               |                                               |                                               |                                               |
| Румуни                                        | Румуни                                        |                                               | 121                                           | 93,8%                                         |
| Мађари                                        | Мађари                                        |                                               | 8                                             | 6,2%                                          |